# Campeonato Sudamericano de Voleibol Masculino
El Campeonato Sudamericano de Voleibol es una competición deportiva que se celebra desde 1951 para los equipos nacionales de voleibol masculino, organizada por la Confederación Sudamericana de Voleibol, y repitiéndose desde 1967 cada dos años.

## Competiciones masculinas
| Campeonato Sudamericano de Voleibol Masculino | Campeonato Sudamericano de Voleibol Masculino | Campeonato Sudamericano de Voleibol Masculino | Campeonato Sudamericano de Voleibol Masculino | Campeonato Sudamericano de Voleibol Masculino |
| Año                                           | Sede                                          | Oro                                           | Plata                                         | Bronce                                        |
| --------------------------------------------- | --------------------------------------------- | --------------------------------------------- | --------------------------------------------- | --------------------------------------------- |
| 1951                                          | Río de Janeiro, Brasil                        | Brasil                                        | Uruguay                                       | Perú                                          |
| 1956                                          | Montevideo, Uruguay                           | Brasil                                        | Uruguay                                       | Paraguay                                      |
| 1958                                          | Porto Alegre, Brasil                          | Brasil                                        | Paraguay                                      | Uruguay                                       |
| 1961                                          | Lima, Perú                                    | Brasil                                        | Chile                                         | Argentina                                     |
| 1962                                          | Santiago, Chile                               | Brasil                                        | Argentina                                     | Venezuela                                     |
| 1964                                          | Buenos Aires, Argentina                       | Argentina                                     | Venezuela                                     | Uruguay                                       |
| 1967                                          | Santos, Brasil                                | Brasil                                        | Venezuela                                     | Chile                                         |
| 1969                                          | Caracas, Venezuela                            | Brasil                                        | Venezuela                                     | Uruguay                                       |
| 1971                                          | Montevideo, Uruguay                           | Brasil                                        | Uruguay                                       | Argentina                                     |
| 1973                                          | Bucaramanga, Colombia                         | Brasil                                        | Argentina                                     | Venezuela                                     |
| 1975                                          | Asunción, Paraguay                            | Brasil                                        | Venezuela                                     | Argentina                                     |
| 1977                                          | Lima, Perú                                    | Brasil                                        | Venezuela                                     | Argentina                                     |
| 1979                                          | Rosario, Argentina                            | Brasil                                        | Venezuela                                     | Paraguay                                      |
| 1981                                          | Santiago, Chile                               | Brasil                                        | Argentina                                     | Chile                                         |
| 1983                                          | São Paulo, Brasil                             | Brasil                                        | Argentina                                     | Chile                                         |
| 1985                                          | Caracas, Venezuela                            | Brasil                                        | Venezuela                                     | Argentina                                     |
| 1987                                          | Montevideo, Uruguay                           | Brasil                                        | Argentina                                     | Venezuela                                     |
| 1989                                          | Curitiba, Brasil                              | Brasil                                        | Argentina                                     | Venezuela                                     |
| 1991                                          | São Paulo, Brasil                             | Brasil                                        | Argentina                                     | Venezuela                                     |
| 1993                                          | Córdoba, Argentina                            | Brasil                                        | Argentina                                     | Chile                                         |
| 1995                                          | Porto Alegre, Brasil                          | Brasil                                        | Argentina                                     | Venezuela                                     |
| 1997                                          | Caracas, Venezuela                            | Brasil                                        | Venezuela                                     | Argentina                                     |
| 1999                                          | Córdoba, Argentina                            | Brasil                                        | Argentina                                     | Venezuela                                     |
| 2001                                          | Cali, Colombia                                | Brasil                                        | Argentina                                     | Venezuela                                     |
| 2003                                          | Río de Janeiro, Brasil                        | Brasil                                        | Venezuela                                     | Argentina                                     |
| 2005                                          | Lages, Brasil                                 | Brasil                                        | Argentina                                     | Venezuela                                     |
| 2007                                          | Santiago, Chile                               | Brasil                                        | Argentina                                     | Venezuela                                     |
| 2009                                          | Bogotá, Colombia                              | Brasil                                        | Argentina                                     | Venezuela                                     |
| 2011                                          | Cuiabá, Brasil                                | Brasil                                        | Argentina                                     | Venezuela                                     |
| 2013                                          | Río de Janeiro, Brasil                        | Brasil                                        | Argentina                                     | Colombia                                      |
| 2015                                          | Maceio, Brasil                                | Brasil                                        | Argentina                                     | Colombia                                      |
| 2017                                          | Temuco, Chile                                 | Brasil                                        | Venezuela                                     | Argentina                                     |
| 2019                                          | Temuco, Chile                                 | Brasil                                        | Argentina                                     | Chile                                         |
| 2021                                          | Brasilia, Brasil                              | Brasil                                        | Argentina                                     | Chile                                         |
| 2023                                          | Recife, Brasil                                | Argentina                                     | Brasil                                        | Colombia                                      |

## MVP por edición
Los jugadores nombrados MVP han sido:
- 1951-2005 – Desconocido
- 2007 –  Gilberto Godoy Filho
- 2009 –  Murilo Endres
- 2011 –  Sérgio Santos
- 2013 –  Sidnei Santos
- 2015 –  Sérgio Santos
- 2017 –  Maurício Borges Silva
- 2019 –  Alan Souza
- 2021 –  Bruno Rezende
- 2023 –  Luciano Vicentín

## Medallero histórico
- Actualizado hasta Brasil 2023.

| # | País      | Medalla de oro | Medalla de plata | Medalla de bronce | Total |
| - | --------- | -------------- | ---------------- | ----------------- | ----- |
| 1 | Brasil    | 33             | 1                | 0                 | 34    |
| 2 | Argentina | 2              | 19               | 8                 | 29    |
| 3 | Venezuela | 0              | 10               | 12                | 22    |
| 4 | Uruguay   | 0              | 3                | 3                 | 6     |
| 5 | Chile     | 0              | 1                | 6                 | 7     |
| 6 | Paraguay  | 0              | 1                | 2                 | 3     |
| 7 | Colombia  | 0              | 0                | 3                 | 3     |
| 8 | Perú      | 0              | 0                | 1                 | 1     |
|   | Total     | 35             | 35               | 35                | 105   |